# Janis Mistakidis
Janis Mistakidis (gr. Γιάννης Μυστακίδης, ur. 7 grudnia 1994 w Salonikach) – grecki piłkarz występujący na pozycji pomocnika lub napastnika.

## Kariera reprezentacyjna
W latach 2015–2016 Mistakidis występował w młodzieżowej reprezentacji Grecji U-21. W tym czasie wystąpił w pięciu meczach eliminacyjnych do Mistrzostw Europy, których gospodarzem była Polska. Mistakidis zadebiutował w kadrze prowadzonej przez selekcjonera Michaila Iordanidisa przeciwko reprezentacji Liechtensteinu (0:2, 7 września 2015 roku). Ponadto zagrał przeciwko Albanii (2:1, 2 września 2016 roku), Izraelowi (0:4, 6 października 2016 roku) oraz dwukrotnie Portugalii (0:4, 13 października 2015 oraz 1:0, 6 września 2016 roku). Reprezentacja Grecji zajęła w grupie 4 trzecie miejsce i nie zakwalifikowała się do turnieju głównego.

## Statystyki

### Klubowe
(aktualne na dzień 10 stycznia 2021 roku)
| Sezon        | Klub          | Rozgrywki       | Liga krajowa | Liga krajowa | Krajowy puchar | Krajowy puchar | Europejskie puchary | Europejskie puchary | Łącznie | Łącznie |
| Sezon        | Klub          | Rozgrywki       | Mecze        | Bramki       | Mecze          | Bramki         | Mecze               | Bramki              | Mecze   | Bramki  |
| ------------ | ------------- | --------------- | ------------ | ------------ | -------------- | -------------- | ------------------- | ------------------- | ------- | ------- |
| 2014/2015    | Pierikos      | Football League | 25           | 4            | 2              | 0              | –                   | –                   | 27      | 4       |
| 2015/2016    | PAOK FC       | Superleague     | 18           | 4            | 4              | 1              | 8                   | 0                   | 30      | 5       |
| 2016/2017    | PAOK FC       | Superleague     | 17           | 3            | 7              | 3              | 7                   | 0                   | 31      | 6       |
| 2017/2018    | PAOK FC       | Superleague     | 0            | 0            | 2              | 0              | –                   | –                   | 2       | 0       |
| 2017/2018    | Panathinaikos | Superleague     | 6            | 0            | –              | –              | –                   | –                   | 6       | 0       |
| 2018/2019    | PAS Janina    | Superleague     | 10           | 1            | –              | –              | –                   | –                   | 10      | 1       |
| 2018/2019    | Górnik Zabrze | Ekstraklasa     | 9            | 0            | –              | –              | –                   | –                   | 9       | 0       |
| 2019/2020    | Wolos NPS     | Superleague     | 8            | 0            | 1              | 0              | –                   | –                   | 9       | 0       |
| 2019/2020    | De Graafschap | Eerste divisie  | 6            | 0            | –              | –              | –                   | –                   | 6       | 0       |
| 2020/2021    | De Graafschap | Eerste divisie  | 9            | 0            | –              | –              | –                   | –                   | 9       | 0       |
| Podsumowanie |               |                 |              |              |                |                |                     |                     |         |         |
| Razem        | Pierikos      | Football League | 25           | 4            | 2              | 0              | –                   | –                   | 27      | 4       |
| Razem        | PAOK          | Superleague     | 35           | 7            | 13             | 4              | 15                  | 0                   | 63      | 11      |
| Razem        | Panathinaikos | Superleague     | 6            | 0            | –              | –              | –                   | –                   | 6       | 0       |
| Razem        | PAS Giannina  | Superleague     | 10           | 1            | –              | –              | –                   | –                   | 10      | 1       |
| Razem        | Górnik Zabrze | Ekstraklasa     | 9            | 0            | –              | –              | –                   | –                   | 9       | 0       |
| Razem        | Wolos NPS     | Superleague     | 8            | 0            | 1              | 0              | –                   | –                   | 9       | 0       |
| Razem        | De Graafschap | Eerste divisie  | 15           | 0            | –              | –              | –                   | –                   | 15      | 0       |
| Łącznie      | Łącznie       | Łącznie         | 108          | 12           | 16             | 4              | 15                  | 0                   | 139     | 16      |

### Reprezentacyjne
| Mecze i gole w reprezentacji | Mecze i gole w reprezentacji | Mecze i gole w reprezentacji | Mecze i gole w reprezentacji | Mecze i gole w reprezentacji | Mecze i gole w reprezentacji | Mecze i gole w reprezentacji      | Mecze i gole w reprezentacji |
| Grecja U-21                  | Grecja U-21                  | Grecja U-21                  | Grecja U-21                  | Grecja U-21                  | Grecja U-21                  | Grecja U-21                       | Grecja U-21                  |
| Lp.                          | Data                         | Miejsce                      | Przeciwnik                   | Wynik                        | Gol                          | Rozgrywki                         |                              |
| ---------------------------- | ---------------------------- | ---------------------------- | ---------------------------- | ---------------------------- | ---------------------------- | --------------------------------- | ---------------------------- |
| 1.                           | 7 września 2015              | Eschen, Liechtenstein        | Liechtenstein U-21           | 0:2                          |                              | Eliminacje Mistrzostw Europy 2017 |                              |
| 2.                           | 13 października 2015         | Ksanti, Grecja               | Portugalia U-21              | 0:4                          |                              | Eliminacje Mistrzostw Europy 2017 |                              |
| 3.                           | 2 września 2016              | Peristeri, Grecja            | Albania U-21                 | 2:1                          |                              | Eliminacje Mistrzostw Europy 2017 |                              |
| 4.                           | 6 września 2016              | Barcelos, Portugalia         | Portugalia U-21              | 1:0                          |                              | Eliminacje Mistrzostw Europy 2017 |                              |
| 5.                           | 6 października 2016          | Beer Szewa, Izrael           | Izrael U-21                  | 4:0                          |                              | Eliminacje Mistrzostw Europy 2017 |                              |

## Sukcesy
PAOK FC
- Puchar Grecji: 2016/17